# Procesy brzegowe

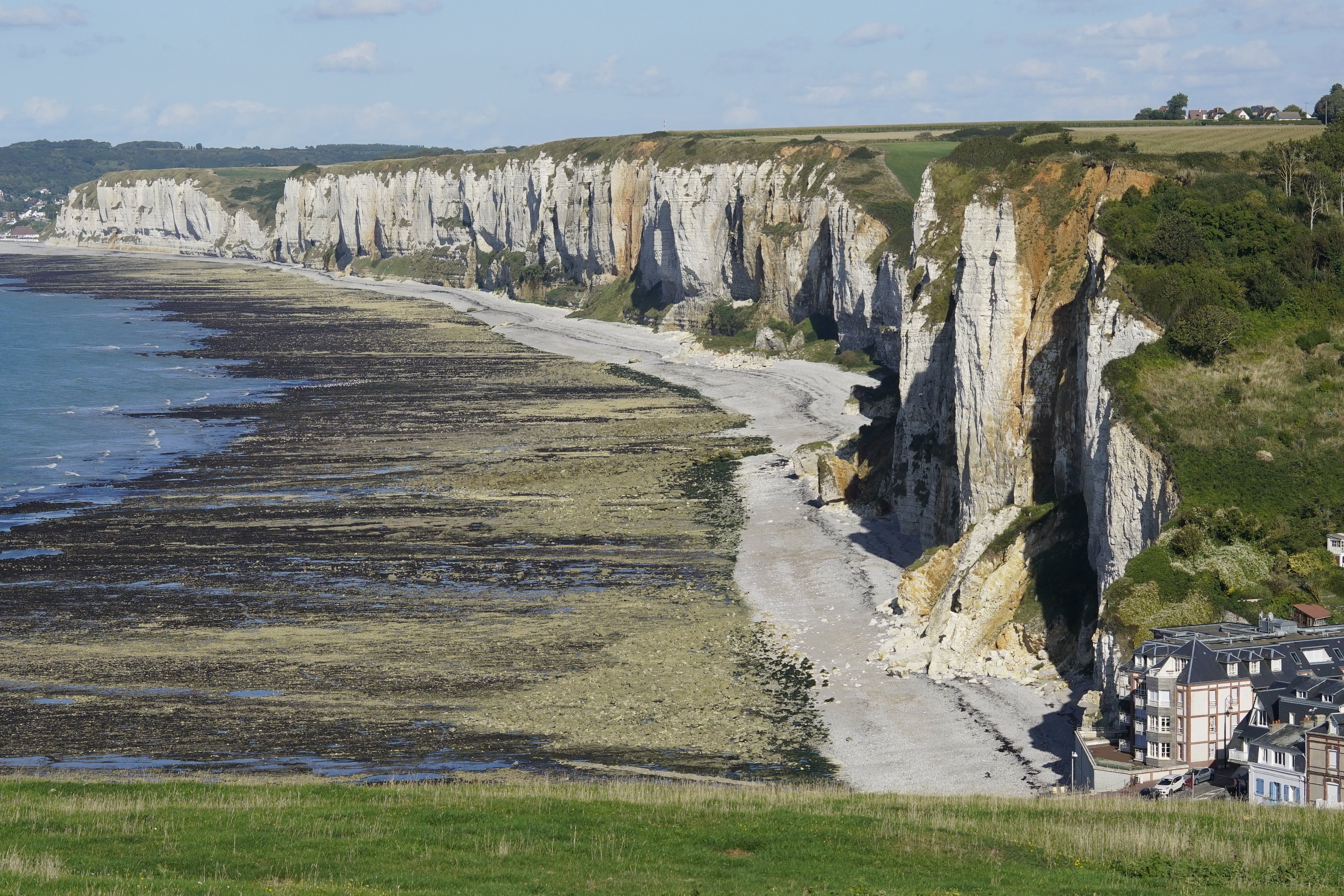
Wybrzeże klifowe w Dover (Wielka Brytania)

Procesy brzegowe – ogół procesów rzeźbotwórczych związanych z działalnością mas wodnych na wybrzeże. Procesy te dzielą się na procesy lądowe, procesy morskie oraz procesy współdziałające (pionowe ruchy skorupy ziemskiej oraz wiatr). Procesy brzegowe skracają długość linii brzegowej poprzez wykonywanie pracy niszczącej i budującej.

## Procesy lądowe
Na procesy lądowe składają się z erozja i akumulacja rzeczna, procesy denudacyjne (osuwiska i obrywy).

## Procesy morskie
Procesy morskie są powodowane przez fale, pływy i prądy morskie. Dzieli się je na niszczące i budujące.

### Procesy niszczące
Podstawowym procesem niszczącej działalności fal morskich jest abrazja. Fale przyboju uderzają o brzeg i powodują jego podcinanie u podstawy (nisza abrazyjna). Podmyta ściana traci stabilność na skutek obrywu tworzy się klif, a w strefie przybrzeżnej pochyła platforma abrazyjna. Rozdrabniany przez fale materiał skalny jest przenoszony w kierunku morza tworząc się platformę akumulacyjną. Szybkość niszczenia brzegu zależy od siły fal oraz odporności i układu skał. Najmniej odporne są wybrzeża zbudowane ze skał osadowych, a najbardziej ze skał magmowych i metamorficznych. Wybrzeża o zróżnicowanej odporności materiału sprzyjają powstawaniu form ostańcowych, wystających wysoko ponad poziom wody (iglice, ostańce abrazyjne, łuki i bramy skalne, jaskinie nadmorskie) oraz półwyspów i zatoczek. Abrazja słabnie kiedy klif znajdzie się poza zasięgiem fal przyboju, utworzenia dużej platformy abrazyjnej lub podniesienie wybrzeża przez pionowe ruchy skorupy ziemskiej. Wzmaganie abrazji powodują pływy morskie, które w czasie przypływu zwiększają zasięg fal przyboju, a trakcie odpływu oczyszczają przedpole klifu obniżając platformę abrazyjną i akumulacyjną.

### Procesy budujące
Podstawowym procesem akumulacyjnym są pływy. W czasie przypływów woda niesie drobny materiał skalny w głąb pasa nadbrzeżnego cofając się pozbawiona energii akumuluje głównie żwir i piasek. Nagromadzone kolejne warstwy materiału tworzą plażę. Nadbudowywanie zakłócają sztormy i przybrzeżne prądy morskie, które powodują brak dostarczania materiału na plażę i utworzenie się nadbrzeżnego wału burzowego w niewielkiej odległości od brzegu lub przenoszenie go dalej wzdłuż wybrzeża. W zależności od układu linii brzegowej, kierunku wiatru stałego oraz ukośnego w stosunku do brzegu uderzenia fal morskich. W załamaniach linii brzegowej (np. u wylotu niewielkich zatok) następuje akumulowanie materiału początkowo w postaci podwodnych wałów, dalej poprzez nadbudowywanie wynurzonych wysepek, do wąskich półwyspów, mierzei i zalewów. Całkowite i stałe odcięcie zatoki tworzy jezioro przybrzeżne.
Kolejnym procesem jest działalność organizmów roślinnych i zwierzęcych. Rozwój drzew i krzewów powoduje narastanie wybrzeża chroniąc je przed sztormami. Na obszarach równikowych odznaczającymi się znacznymi pływami korzenie namorzyn wystają wysoko ponad poziom wody, a przy przypływie ograniczony przepływ wody powoduje odkładanie osadów mineralnych i materii organicznej. Wybrzeża mangrowe powstają w strefie równikowej na płytkich i zabagnionych odcinkach stref przybrzeżnych. Przy sprzyjających warunkach (małe zasolenie, wysoka temperatura wody) duże kolonie koralowców przytwierdzone do podłoża tworzą rafy koralowe. W zależności od miejsca rozwoju wyróżniamy: przy brzegu – brzegowa rafa koralowa, w pewnej odległości od brzegu – przybrzeżna rafa koralowa, wielka utrudniająca dostęp do brzegu - bariera koralowa (Wielka Rafa Koralowa). Wyspy otoczone rafą koralową nazywamy atolami.

## Rodzaje wybrzeży

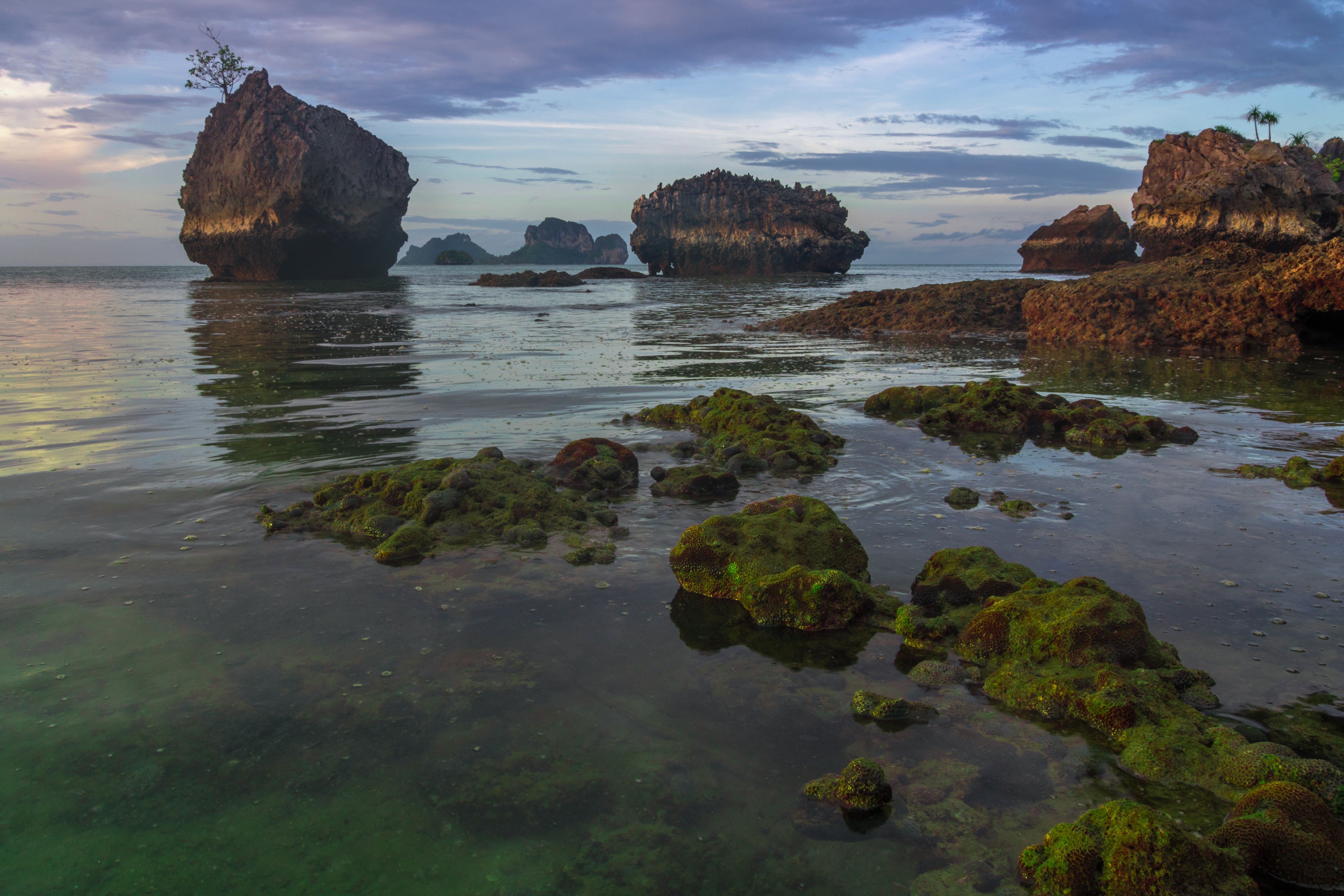
Ostańce w Ton Sai

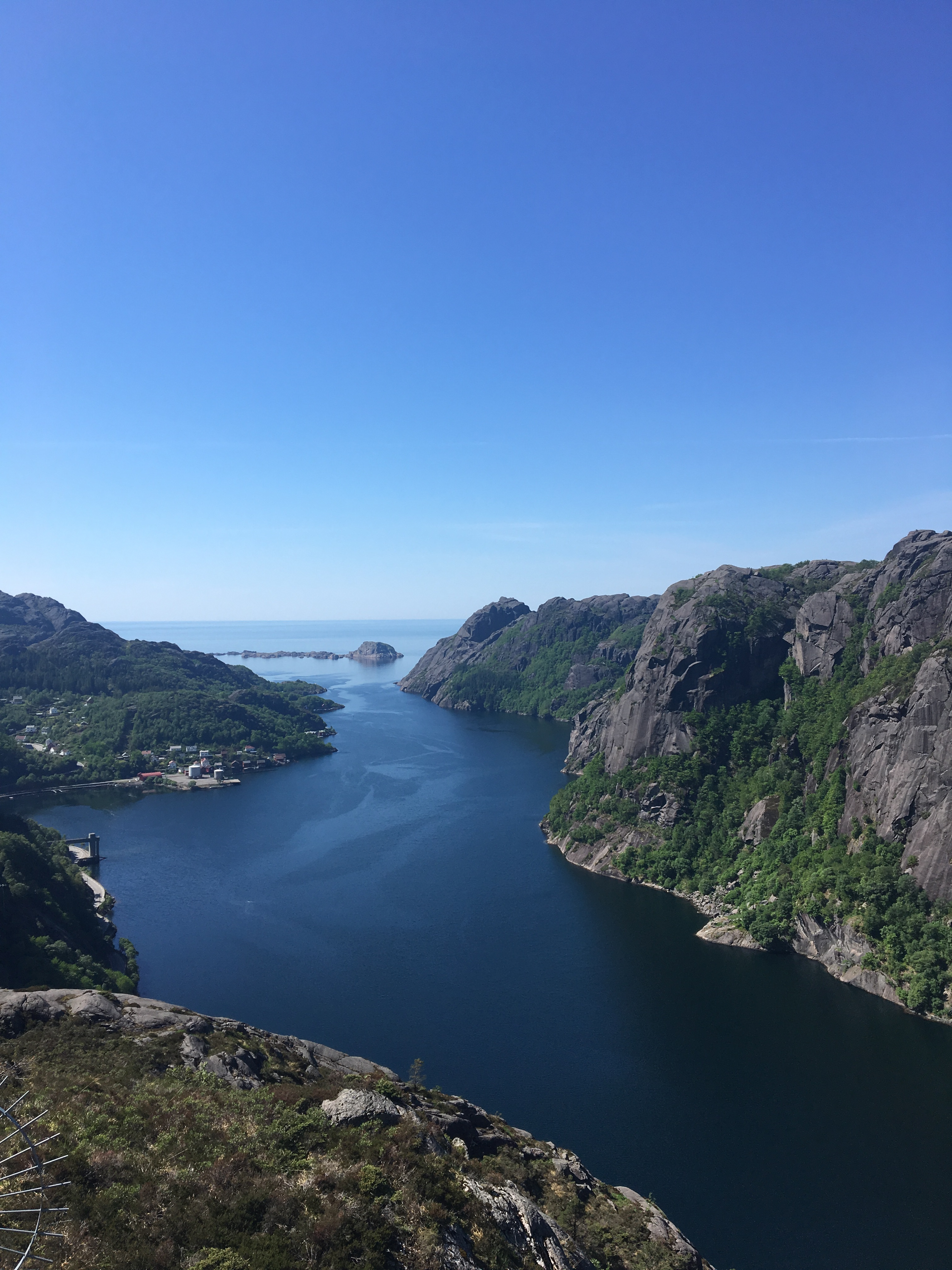
Wybrzeże fiordowe w Jøssingfjord

Procesy brzegowe prowadzą do powstania wielu rodzajów wybrzeży. Wśród nich wyróżniamy dwie grupy:
- wynurzone
  - mierzejowe - Polska
  - lagunowe - Zatoka Wenecka, Floryda
  - wybrzeże deltowe - ujście Missisipi
  - koralowe - wschodnia Australia
  - namorzynowe - Karaiby, Nowa Gwinea
- zanurzone
  - klifowe - Cieśnina Kaletańska
  - riasowe - północna Hiszpania, południowo-zachodnia Irlandia
  - fiordowe - Norwegia, Spitsbergen
  - fierdowe - Dania
  - szkierowe - Szwecja, Finlandia
  - limanowe - rejon Odessy, Zatoka Gwinejska
  - dalmatyńskie - Chorwacja